# 山本信行 (陸軍軍人)

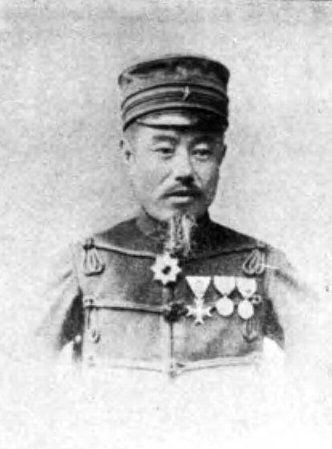
山本信行

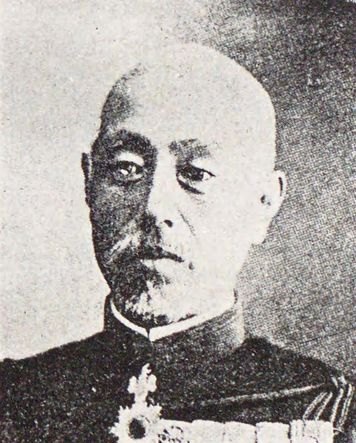
山本信行

山本 信行（やまもと のぶつら、1852年11月2日（嘉永5年9月21日） - 1904年（明治37年）9月24日）は、日本陸軍の軍人。最終階級は陸軍少将。

## 経歴
山口県出身。1875年（明治8年）1月、陸軍少尉に任官。1896年（明治29年）9月、歩兵第35連隊長となり、1897年（明治30年）10月、中部都督部参謀に異動。1898年（明治31年）10月、歩兵大佐に昇進し歩兵第29連隊長に就任した。
1900年（明治33年）4月、台湾補給廠長に就任し、第6師団参謀長を経て、1903年（明治36年）3月、歩兵第4連隊長となり日露戦争に出征。鴨緑江会戦から参戦した。1904年（明治37年）7月、陸軍少将に進級し歩兵第1旅団長となり第3軍隷下として旅順攻囲戦に参加。同年9月、第2回総攻撃の前哨戦で戦死した。
1907年（明治40年）10月2日、その功績により子息の山本信成が男爵の爵位を授爵し華族となった。信成の跡は次男の勝が男爵家を継いだ。

## 栄典・授章・授賞
- 1885年（明治18年）4月7日 - 勲五等双光旭日章[2]
- 1889年（明治22年）11月29日 - 大日本帝国憲法発布記念章[3]
- 1904年（明治37年）9月24日 – 勲二等旭日重光章・功三級金鵄勲章[4]